# OGLE-2003-BLG-235Lb/MOA-2003-BLG-53Lb
OGLE-2003-BLG-235Lb/MOA-2003-BLG-53Lb هو كوكب خارج المجموعة الشمسية يقع على بعد يقارب 19000 سنة ضوئية في اتجاه كوكبة الرامي يدور حول النجم OGLE-2003-BLG-235L/MOA-2003-BLG-53L .اكتشف الكوكب في 15 أبريل 2004 من قبل MOA وOGLE . ومن هنا جأت التسمية المزدوجة للكوكب والنجم المستضيف له (OGLE/MOA).
لهذا الكوكب كتلة عا الية قد تشير إلى أنه على الأرجح كوكب عملاق غازي مماثل للمشتري ويقع الكوكب على بعد يقدر بنحو 4.3 وحدة فلكية بعيدا من النجم الأم.
تسمية النجم (OGLE-2003-BLG-235L/MOA-2003-BLG-53L) هي التسمية التي تمنح للنجم في نظام العدسية.